# Monhystrella hastata
Monhystrella hastata är en rundmaskart. Monhystrella hastata ingår i släktet Monhystrella och familjen Monhysteridae. Inga underarter finns listade i Catalogue of Life.